# Аугуштановець
Аугуштановець (хорв. Auguštanovec) — населений пункт у Хорватії, у Загребській жупанії у складі громади Покупсько.

## Населення
Населення за даними перепису 2011 року становило 125 осіб.
Динаміка чисельності населення поселення:

## Клімат
Середня річна температура становить 10,66 °C, середня максимальна – 25,08 °C, а середня мінімальна – -6,08 °C. Середня річна кількість опадів – 981 мм.
| Клімат поселення                              | Клімат поселення | Клімат поселення | Клімат поселення | Клімат поселення | Клімат поселення | Клімат поселення | Клімат поселення | Клімат поселення | Клімат поселення | Клімат поселення | Клімат поселення | Клімат поселення | Клімат поселення |
| Показник                                      | Січ.             | Лют.             | Бер.             | Квіт.            | Трав.            | Черв.            | Лип.             | Серп.            | Вер.             | Жовт.            | Лист.            | Груд.            |                  |
| Середній максимум, °C                         | 6,70             | 8,55             | 13,08            | 17,47            | 21,96            | 25,08            | 24,59            | 23,94            | 20,29            | 15,14            | 9,24             | 5,30             |                  |
| Середня температура, °C                       | 0,29             | 2,16             | 6,70             | 11,09            | 15,57            | 18,70            | 20,41            | 19,75            | 16,10            | 10,96            | 5,06             | 1,12             |                  |
| Середній мінімум, °C                          | −6,08            | −4,23            | 0,32             | 4,70             | 9,17             | 12,32            | 16,22            | 15,56            | 11,92            | 6,78             | 0,86             | −3,09            |                  |
| Норма опадів, мм                              | 59               | 57               | 67               | 77               | 83               | 96               | 88               | 92               | 93               | 96               | 98               | 75               |                  |
| Середньомісячна швидкість вітру, м/с          | 1.61             | 1.80             | 2.20             | 2.10             | 1.90             | 1.76             | 1.70             | 1.60             | 1.52             | 1.60             | 1.66             | 1.66             |                  |
| Середньомісячна сонячна радіація, кДж/м²·день | 4219             | 6931             | 10529            | 15052            | 19218            | 21186            | 22432            | 19323            | 14221            | 8793             | 4648             | 3384             |                  |
| --------------------------------------------- | ---------------- | ---------------- | ---------------- | ---------------- | ---------------- | ---------------- | ---------------- | ---------------- | ---------------- | ---------------- | ---------------- | ---------------- | ---------------- |
| Джерело:                                      |                  |                  |                  |                  |                  |                  |                  |                  |                  |                  |                  |                  |                  |